# زوکو، تبت
زوکو، تبت (به لاتین: Zoco) یک شهرک در جمهوری خلق چین است که در شهرستان گار واقع شده‌است.